# Hannes Lindemann
Hannes Lindemann, né le 28 décembre 1922 et mort le 17 avril 2015, est un médecin, navigateur et céiste allemand.

## Transatlantiques

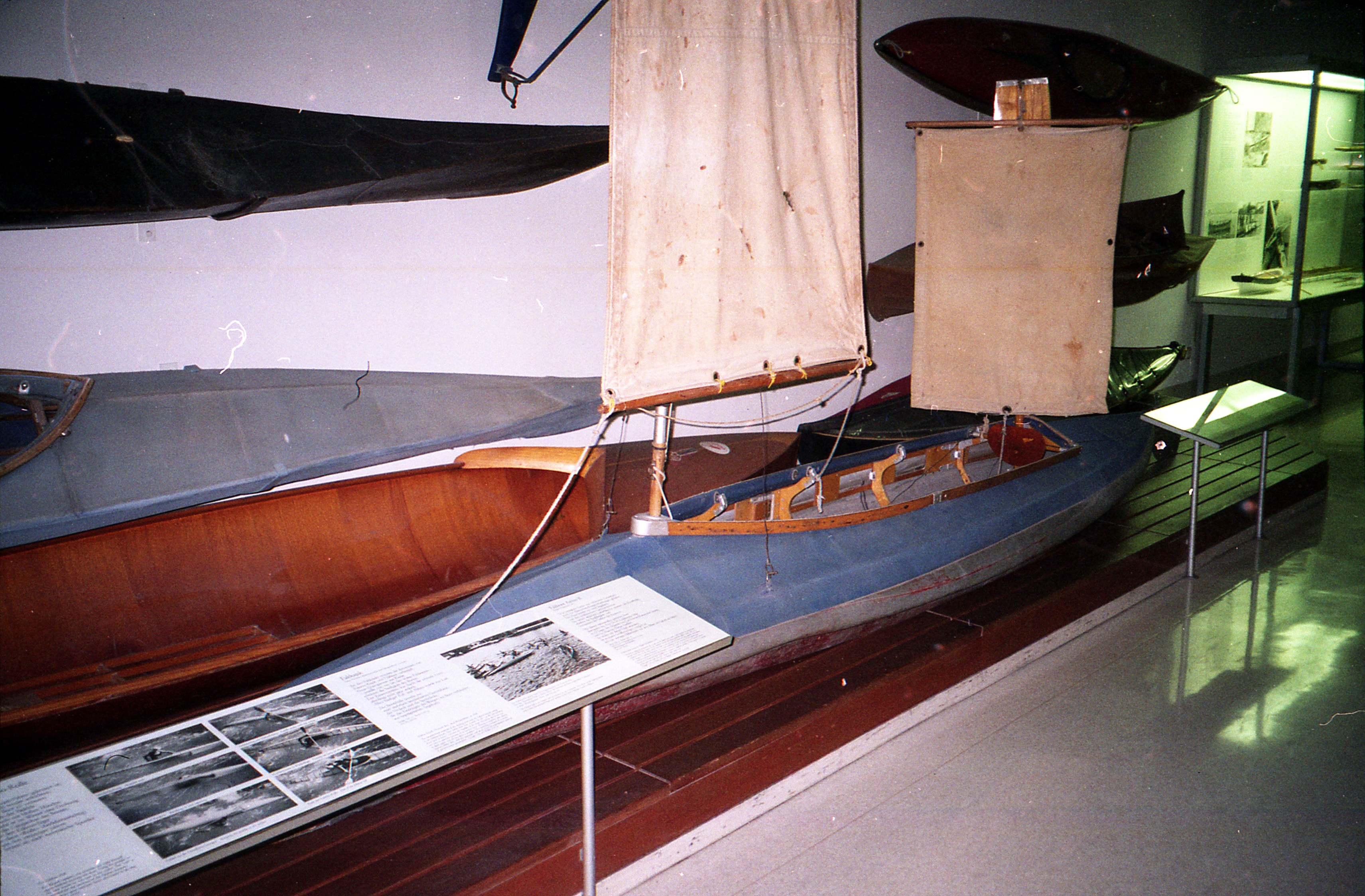
Kayak démontable de sa traversée de l'Atlantique en 1956.

Lindemann rencontre au Libéria en 1953 Alain Bombard, qui avait effectué l’année précédente une traversée de l’Atlantique à bord d’une embarcation de fortune.
Il réalise à son tour deux traversées transatlantiques en solitaire, la première en 1955 dans une pirogue monoxyle et, la seconde en 1956 dans un kayak. Son livre Alone at Sea détaille ses périples, qui sont accomplis sans aucune aide extérieure. Il est motivé par son intérêt de savoir comment le corps et l'esprit humains répondent au stress.
Il pagaye à bord de son embarcation des Îles Canaries vers les Caraïbes. Il emporte 70 kg d'équipements, la plupart étant de la nourriture : 60 boîtes de nourriture, 96 de lait, 72 de bière et 3 litres d'eau. Il perd sa poêle dès le premier jour (elle prend feu et il la jette par-dessus bord), et doit attraper du poisson pour survivre, car la nourriture emportée ne suffit pas pour son expédition. En complément des pagaies, il utilise une voile fabriquée à la main. Le périple de 4 827 kilomètres jusqu'à Saint-Martin lui prend 72 jours. En cours de route, il subit un ouragan, mais son embarcation ne se retourne qu'à deux reprises. 
À son arrivée, il a perdu 25 kg mais considère que son esprit est resté intact, grâce à sa préparation mentale préalable.